# UEFA Europa League finalen 2023
UEFA Europa League finalen 2023 var en fodboldkamp der blev spillet 31. maj 2023. Kampen blev spillet på Puskás Aréna i den ungarnske hovedstad Budapest, og skulle finde vinderen af UEFA Europa League 2022-23. De deltagende hold var spanske Sevilla og italienske Roma. Den var kulminationen på den 52. sæson i Europas næststørste klubturnering for hold arrangeret af UEFA, og den 14. finale siden turneringen skiftede navn fra UEFA Cup til UEFA Europa League.
Med en sejr på 4-1 efter straffesparkskonkurrence sikrede Sevilla sin syvende triumf i turneringen.
Kampen blev ledet af den engelske dommer Anthony Taylor.